# تیفانی بولینگ
تیفانی بولینگ (به انگلیسی: Tiffany Bolling) با نام تولد تیفانی رویس کرال (به انگلیسی: Tiffany Royce Kral) (زاده ۶ فوریهٔ ۱۹۴۷) بازیگر، خواننده و مدل آمریکایی است.
از کارهای معروف او می‌توان به بازی در فیلم‌های مهمانی وحشی و شریر، شریر اشاره کرد.